# Nectar (Alabama)
Nectar ist eine Town im Blount County im Bundesstaat Alabama in den Vereinigten Staaten.

## Geographie
Nectar liegt im Norden Alabamas im Südosten der Vereinigten Staaten.
Nahegelegene Orte sind unter anderem Cleveland (3 km östlich), Locust Fork (4 km südlich), Rosa (8 km östlich), Garden City (9 km nordwestlich) und Oneonta (12 km östlich). Die nächste größere Stadt ist mit 200.000 Einwohnern das etwa 32 Kilometer südlich entfernt gelegene Birmingham.

## Geschichte
Der Ort existierte bereits als Siedlung, ehe Alabama 1819 zum US-Bundesstaat wurde. Während des Creek War, der von 1813 bis 1814 andauerte, nutzten Truppen die Umgebung als Camp. Ursprünglich war das Gebiet unter dem Namen Tidmore bekannt, in Anlehnung an den ersten lokalen Postamtsvorsteher Henry Tidmore, der 1902 berufen wurde. Der Zeitpunkt oder Grund für die Umbenennung des Ortes sind nicht bekannt. Im 20. Jahrhundert entwickelte sich die lokale Wirtschaft vor allem dank der Landwirtschaft.

## Verkehr
Nectar wird von der Alabama State Route 160 durchquert, die im Osten einen Anschluss an den U.S. Highway 231 und im Südwesten einen Anschluss an den  U.S. Highway 31 sowie die Interstate 65 herstellt. Über Birmingham besteht außerdem Anschluss an die Interstate 20, die Interstate 22 sowie die Interstate 59.
Etwa 37 Kilometer nordwestlich befindet sich der Cullman Regional Airport, 43 Kilometer südlich außerdem der Birmingham-Shuttlesworth International Airport.

## Sehenswürdigkeiten
Der Ort war bekannt für die Nectar Covered Bridge, eine 1934 errichtete überdachte Brücke über den Locust Fork und die drittlängste ihrer Art im County. Sie wurde 1981 ins National Register of Historic Places aufgenommen, 1993 jedoch durch Vandalismus zerstört. Eine baulich ähnliche Brücke aus 1909 existiert heute noch.

## Demographie
Die Volkszählung 2000 ergab eine Einwohnerzahl von 372, verteilt auf 141 Haushalte und 110 Familien. Die Bevölkerungsdichte lag bei 79 Menschen pro Quadratkilometer. 97,3 % der Bevölkerung waren Weiße, 1,9 % entstammten einer anderen Ethnizität, 0,8 % hatten zwei oder mehr Ethnizitäten, 2,7 % waren Hispanics oder Lateinamerikaner jedweder Ethnizität. Auf 100 Frauen kamen 103 Männer. Das Durchschnittsalter lag bei 37 Jahren, das Pro-Kopf-Einkommen betrug 16.408 US-Dollar, womit 11,5 % der Bevölkerung unterhalb der Armutsgrenze lebten.
Bis zur Volkszählung 2010 sank die Einwohnerzahl auf 345, bis zur Volkszählung 2020 stieg sie wieder auf 379.